# Kneiff
El Kneiff és un turó situat a la vila de Wilwerdange de la comuna de Troisvierges, al nord de Luxemburg, a prop del trifini compartit amb Bèlgica i Alemanya. Amb una alçada de 560 m.s.n.m, és el cim més alt del país, només 1 metre per sobre del Burrigplatz que sovint és considerat erròniament com el sostre de Luxemburg.